# Philipp Evenburg

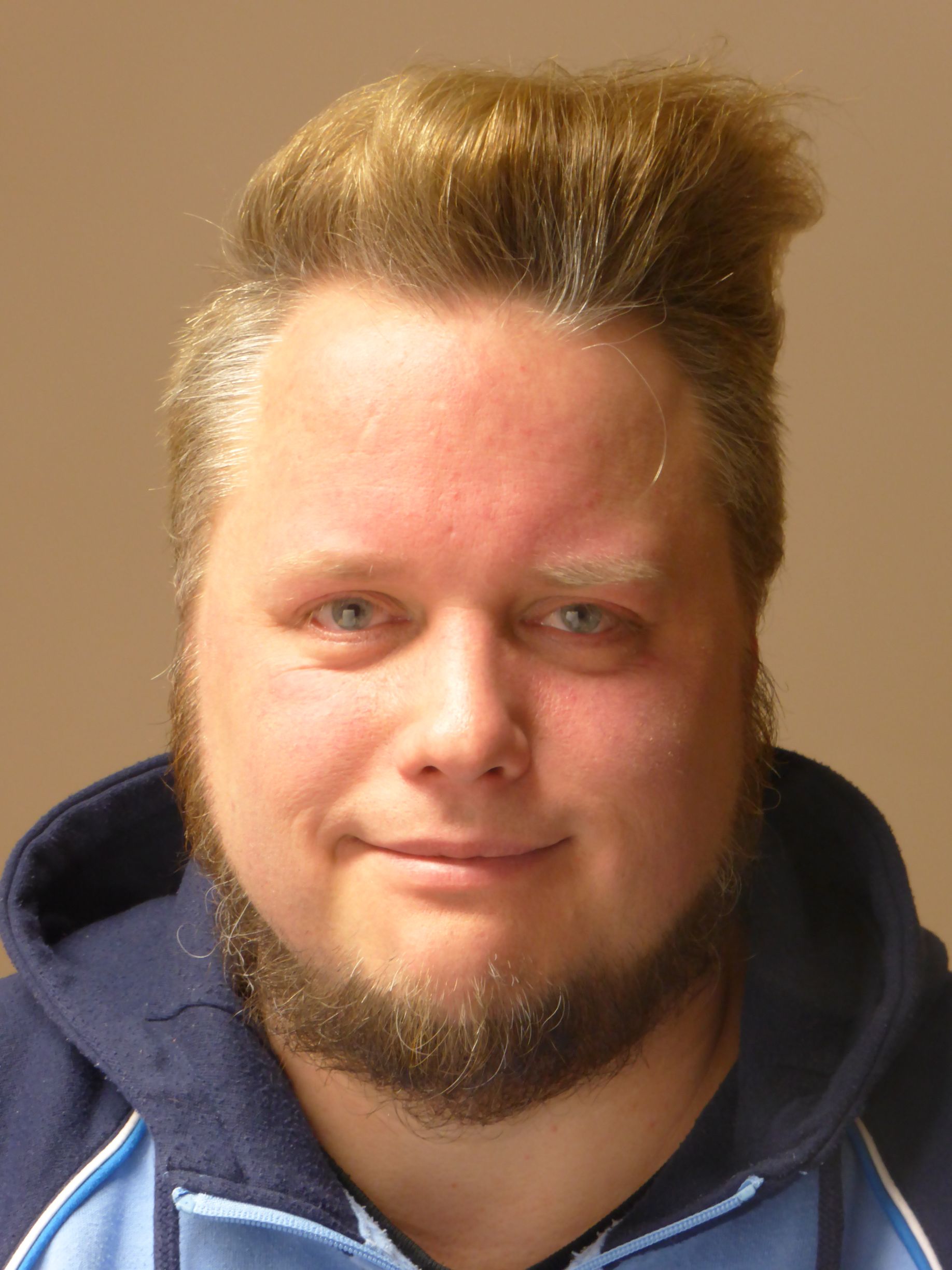
Philipp Evenburg

Philipp „Phil“ Evenburg, geborener Magalski (* 22. Januar 1974 in Wattenscheid, seit 1975 ein Stadtteil von Bochum), ist ein deutscher Politiker (Bündnis 90/Die Grünen, zwischenzeitlich Piratenpartei).

## Leben
Evenburg studierte Politikwissenschaft an der Universität Duisburg-Essen. Er engagierte sich in verschiedenen freien Gruppen für Umweltschutz, Völkerverständigung und Soziales. Von 1999 bis 2006 arbeitete er neben dem Studium als Faktotum am Schauspielhaus Bochum. 2003 wurde er in Nordrhein-Westfalen Mitglied bei Bündnis 90/Die Grünen, trat dort 2005 aber wieder aus. 2005 und 2006 arbeitete Evenburg für mehrere Kurzfilmproduktionen des Regisseurs Sebastian Fritzsch, u. a. als Produktionsleiter. 2007 ging er nach Berlin und ist dort im pädagogischen Bereich tätig. Evenburg ist seit November 2016 verheiratet und nahm den Namen seiner Frau an.
Seit März 2017 war er Pressesprecher des Deutschen Tierschutzbüros. Danach in gleicher Funktion bei Bündnis 90/Die Grünen in Berlin.

## Politik
Mitte 2009 trat er der Piratenpartei bei und war von März 2010 bis September 2011 Pressesprecher des Berliner Landesverbands.
Am 18. September 2011 wurde er bei der Wahl zum Abgeordnetenhaus von Berlin 2011 auf Platz 2 der Landesliste der Piratenpartei in das Abgeordnetenhaus von Berlin gewählt. Dort war er Mitglied im Ausschuss für Kulturelle Angelegenheiten und im Ausschuss für Stadtentwicklung und Umwelt. Parallel trat er auch als Direktkandidat für den Wahlkreis Pankow 6 an, in dem er 12,2 % der Stimmen auf sich vereinte.
Im Abgeordnetenhaus war Evenburg Sprecher für Umwelt, Natur- und Tierschutz der Piratenfraktion. Am 12. November 2013 wurde er zum kulturpolitischen Sprecher seiner Fraktion gewählt. Nach der Wahl zum Abgeordnetenhaus von Berlin 2016 schied er im Oktober 2016 aus dem Parlament aus.
Im November 2016 trat er bei der Piratenpartei aus und ist seit Januar 2017 wieder Mitglied von Bündnis 90/Die Grünen.
Evenburg setzt sich für die Abschaffung der Massentierhaltung ein.
Diesbezüglich war er 2011 maßgeblich an der Aufnahme des Tierschutzes in das Grundsatzprogramm der Piraten Berlin beteiligt.
2021 und 2023 (Wiederholungswahl) kandidierte er erneut für das Abgeordnetenhaus Berlin.
In der Bezirksverordnetenversammlung Friedrichshain-Kreuzberg ist er als Bürgerdelegierter Mitglied im Ausschuss für Umwelt- und Naturschutz, Grünflächen und Klimaschutz.
Evenburg ist Mitglied im Stiftungsrat der Stiftung Naturschutz Berlin.